# Bisdom Tortona

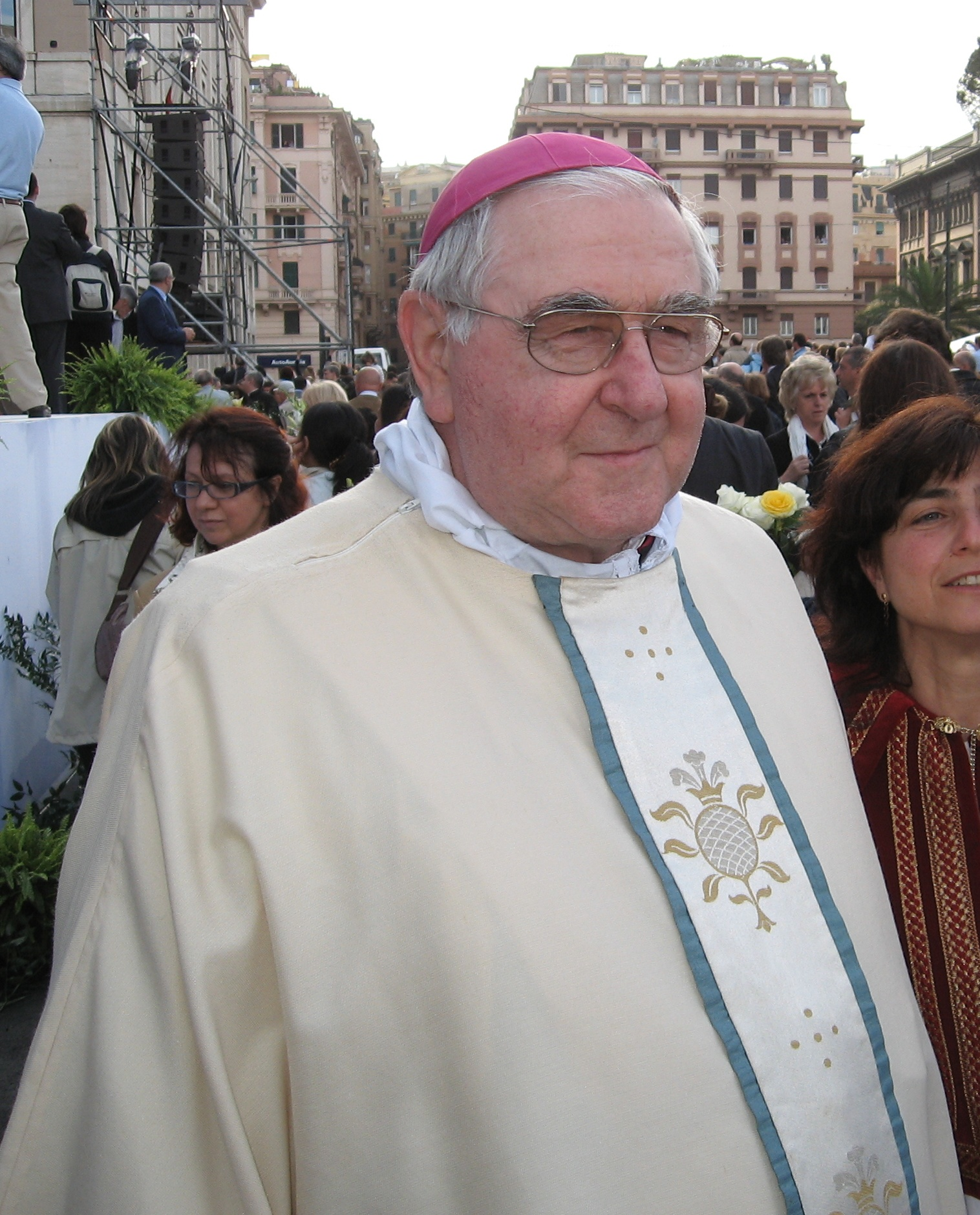
Oud-bisschop Martino Canessa

Het bisdom Tortona (Latijn: Derthonensis; Italiaans: Diocesi di Tortona) is een in de 2e eeuw gesticht bisdom dat in de Italiaanse provincie Alessandria ligt. De bisschopszetel staat in de stad Tortona. Het diocees telt ongeveer 279.000 inwoners waarvan ca. 98% katholieken. Het aantal priesters bedroeg in 2004 232. In het bisdom waren bovendien 15 permanent diakens werkzaam en telde het 428 religieuzen. Bisdom Tortona ligt in de kerkprovincie van Genua.
Volgens de overlevering was de eerste bisschop van Tortona Marcianus van Tortona. Deze zou het martelaarschap door kruisiging hebben verworven onder keizer Hadrianus in het eerste kwart van de 2e eeuw. De eerste onomstreden vermelding van een bisschop in Tortona was Exuperantius van Tortona in 381. Zijn voorganger zou Innocentius van Tortonazijn geweest.
Het Franse bestuur na de verovering door Napoleon fuseerde het bisdom in 1805 met het bisdom Casale. In 1814 werd het bisdom weer hersteld, echter overgeheven van de kerkprovincie Turijn naar die van Genua. De huidige kathedraal van Tortona is gebouwd in de 16e eeuw, nadat de oude plaats moest maken voor een versterking. De kathedraal is gewijd aan H. Quirinus en bewaart onder meer de relieken van martelaar Marcianus van Tortona.
Uit Tortona is onder meer de stichter van de Zonen van de Goddelijke Voorzienigheid, Luigi Orione, afkomstig. Orione is begraven in de Onze Lieve Vrouwe-basiliek van Tortona.

## Incomplete lijst van bisschoppen
- H. Marcianus van Tortona, ca. 110-120
- H. Innocentius van Tortona, rond 326
- H. Exuperantius van Tortona
- Giseprandus, midden 10e eeuw
- Otton, ca. 1080
- Guido, 1098
- Petrus, 13e eeuw
- Princivalle Fieschi, (1325-1348)
- Giovanni Morone, 1527
- Uberto Gambara, 1528
- Maffeo Gambara, 1592
- Paolo Aresio, 1620
- Igino Bandi,1890-1914
- Simone Pietro Grassi, 1914-1934
- Egisto Domenico Melchiorim, 1934-1963
- Francesco Rossi, 1963-1969
- Giovanni Canestri, 1971-1975
- Luigi Bongianino, 1975-1996
- Martino Canessa, 1996 - 2001
- Guido Marini 2021 -